# Контрольная точка клеточного цикла

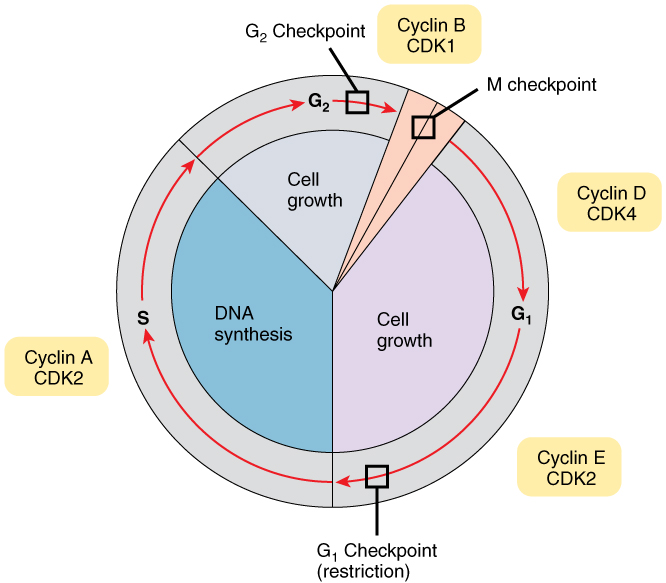
Этапы клеточного цикла. Точка рестрикции находится между фазами G _{1} и S интерфазы. Контрольная точка G_{2}-M происходит между фазами G_{2} и M. Контрольная точка веретена происходит во время фазы M. Показаны ключевые циклины, связанные с каждой фазой.

Контрольные точки клеточного цикла — механизмы контроля в эукариотическом клеточном цикле, которые обеспечивают его правильное развитие. Каждая контрольная точка служит потенциальной точкой завершения клеточного цикла, во время которой оцениваются условия клетки, при этом продвижение через различные фазы клеточного цикла происходит только при соблюдении благоприятных условий. В клеточном цикле есть много контрольных точек, но три основных из них: контрольная точка G1, также известная как контрольная точка начала или ограничения или основная контрольная точка; контрольная точка G2/M; и переход от метафазы к анафазе, также известный как контрольная точка веретена. Прохождение через эти контрольные точки в значительной степени определяется активацией циклин-зависимых киназ регуляторными белковыми субъединицами, называемыми циклинами, различные формы которых продуцируются на каждой стадии клеточного цикла для контроля специфических событий, происходящих в нём.

## Введение
Все живые организмы являются продуктами повторяющихся циклов роста и деления клеток. Во время этого процесса, известного как клеточный цикл, клетка дублирует свое содержимое, а затем делится надвое. Целью клеточного цикла является точное дублирование ДНК каждого организма, а затем равномерное разделение клетки и её содержимого между двумя получившимися клетками. У эукариот клеточный цикл состоит из четырёх основных стадий: G1, во время которой клетка метаболически активна и непрерывно растет; S-фаза, во время которой происходит репликация ДНК; G2, во время которого продолжается рост клетки и клетка синтезирует различные белки при подготовке к делению; и фаза М (митоз), во время которой удвоенные хромосомы (известные как сестринские хроматиды) разделяются на два дочерних ядра, и клетка делится на две дочерние клетки, каждая с полной копией ДНК. По сравнению с эукариотическим клеточным циклом прокариотический клеточный цикл (известный как бинарное деление) относительно прост и быстр: хромосома реплицируется из точки начала репликации, собирается новая мембрана, а клеточная стенка образует перегородку, которая делит клетку на два.
Поскольку эукариотический клеточный цикл представляет собой сложный процесс, эукариоты развили сеть регуляторных белков, известную как система контроля клеточного цикла, которая отслеживает и определяет продвижение клетки через клеточный цикл. Эта система действует как таймер или часы, которые устанавливают фиксированное количество времени, которое клетка должна провести в каждой фазе клеточного цикла, и в то же время она также реагирует на информацию, полученную от контролируемых ею процессов. Контрольные точки клеточного цикла играют важную роль в системе контроля, обнаруживая дефекты, возникающие во время основных процессов, таких как репликация ДНК или сегрегация хромосом, и вызывая в ответ остановку клеточного цикла до тех пор, пока дефекты не будут устранены. Основной механизм действия контрольных точек клеточного цикла заключается в регуляции активности семейства протеинкиназ, известных как циклинзависимые киназы (CDK), которые связываются с различными классами регуляторных белков, известных как циклины, при этом специфические комплексы циклин-CDK образуются и активируются на разных фазах клеточного цикла. Эти комплексы, в свою очередь, активируют различные нижележащие мишени, чтобы стимулировать или предотвращать прогрессирование клеточного цикла.

## Контрольная точка G1
Контрольная точка G1, также известная как точка рестрикции в клетках млекопитающих и начальная точка у дрожжей, представляет собой точку, в которой клетка принимает участие в клеточном цикле. Когда клетка проходит через G1, в зависимости от внутренних и внешних условий, она может либо задержать G1, войти в состояние покоя, известное как G0, либо пройти точку ограничения. Повреждение ДНК является основным признаком того, что клетка «ограничивается» и не вступает в клеточный цикл. Решение совершить новый раунд клеточного деления происходит, когда клетка активирует циклин-CDK-зависимую транскрипцию, которая способствует вступлению в S-фазу. Эта контрольная точка обеспечивает дальнейший процесс.
Во время раннего G1 есть три репрессора транскрипции, известные как карманные белки (pocket proteins), которые связываются с факторами транскрипции E2F. Семейство генов E2F представляет собой группу факторов транскрипции, нацеленных на многие гены, важные для контроля клеточного цикла, включая циклины, CDK, регуляторы контрольных точек и белки репарации ДНК. Неправильная регуляция семейства E2F часто обнаруживается в случаях рака, что свидетельствует о том, что семейство E2F необходимо для жесткой регуляции репликации и деления ДНК. Три карманных белка — это ретинобластома (Rb), p107 и p130, которые связываются с факторами транскрипции E2F, чтобы предотвратить прогрессирование после контрольной точки G1.
Семейство генов E2F содержит некоторые белки с механизмами активации и некоторые белки с механизмами репрессии. P107 и p130 действуют как корепрессоры для E2F 4 и E2F 5, которые подавляют транскрипцию факторов, стимулирующих G1-to-S. Третий карманный белок, Rb, связывается и репрессирует E2F 1, E2F 2 и E2F 3, которые представляют собой белки E2F с активирующей способностью.
Положительная обратная связь играет существенную роль в регуляции перехода от фазы G1 к фазе S, особенно в том, что касается фосфорилирования Rb белковым комплексом Cyclin/CDK. Rb без фосфата или нефосфорилированный Rb регулирует выход из клеточного цикла G0 и дифференцировку. В начале фазы G1 факторы роста и повреждение ДНК сигнализируют о повышении уровня циклина D, который затем связывается с Cdk4 и Cdk6 с образованием комплекса CyclinD:Cdk4/6. Известно, что этот комплекс инактивирует Rb путем фосфорилирования. Однако детали фосфорилирования Rb довольно сложны и специфичны по сравнению с предыдущими знаниями о контрольной точке G1. CyclinD:Cdk4/6 помещает только один фосфат или монофосфорилаты Rb в один из четырнадцати доступных и уникальных сайтов фосфорилирования. Каждая из четырнадцати специфических монофосфорилированных изоформ по-разному связывается с членами семейства E2F, что, вероятно, увеличивает разнообразие клеточных процессов в организме млекопитающих.
E2F 4 и E2F 5 зависят от p107 и p130 для поддержания своей ядерной локализации. Однако циклин D:Cdk 4/6 также фосфорилирует p107 и p130, процесс, который высвобождает их связывание с E2F 4 и 5 (которые затем ускользают в цитоплазму) и позволяет E2F 1-3 связываться с ДНК и инициировать транскрипцию. циклина Е. Белки Rb сохраняют свое монофосфорилированное состояние в течение ранней фазы G1, в то время как циклин Е накапливается и связывается с Cdk2.
CyclinE:Cdk2 играет дополнительную важную роль фосфорилирования в переходе G1-к-S. В частности, CyclinE:Cdk2 продвигает петлю положительной обратной связи, которая создает переключатель «все или ничего». Во многих сетях генетического контроля положительная обратная связь гарантирует, что клетки не скользят между фазами клеточного цикла. Циклин E:Cdk2 переходит к фосфорилированию Rb во всех его сайтах фосфорилирования, также называемому «гиперфосфорилированием», что обеспечивает полное инактивация Rb. Гиперфосфорилирование Rb считается поздней точкой рестрикции G1, после которой клетка не может вернуться назад в клеточном цикле. В этот момент белки E2F 1-3 связываются с ДНК и транскрибируют циклин A и Cdc 6.
Ингибитор циклин-зависимой киназы 1B (CDKN1B), также известный как p27, связывается и предотвращает активацию CyclinE:Cdk2 путем ингибирования. Однако по мере того, как циклин А накапливается и связывается с Cdk2, они образуют комплекс и ингибируют p27. Циклинзависимая киназа фазы G1 работает вместе с циклинзависимой киназой фазы S, нацеливаясь на p27 для деградации. В свою очередь, это обеспечивает полную активацию Cyclin A:Cdk2, комплекса, который фосфорилирует E2F 1-3, инициируя их диссоциацию от промоторных участков ДНК. Это позволяет E2F 6-8 связываться с ДНК и ингибировать транскрипцию. Петля отрицательной обратной связи, используемая для успешного ингибирования ингибитора p27, является ещё одним важным процессом, используемым клетками для обеспечения однонаправленного движения и отсутствия возврата в клеточном цикле.
Когда происходит повреждение ДНК или когда клетка обнаруживает какие-либо дефекты, которые заставляют её задерживать или останавливать клеточный цикл в G1, остановка происходит с помощью нескольких механизмов. Быстрый ответ включает в себя события фосфорилирования, которые инициируются либо киназой ATM (мутированная атаксия телеангиэктазии), либо ATR (мутированная атаксия телеангиэктазии и Rad3), которые действуют как сенсоры, в зависимости от типа повреждения. Эти киназы фосфорилируют и активируют эффекторные киназы Chk2 и Chk1, соответственно, которые, в свою очередь, фосфорилируют фосфатазу Cdc25A, тем самым маркируя её для убиквитинирования и деградации. Поскольку Cdc25A активирует ранее упомянутый комплекс циклин E-CDK2, удаляя ингибирующие фосфаты из CDK2, в отсутствие Cdc25A циклин E-CDK2 остается неактивным, и клетка остается в G1.
Для поддержания ареста инициируется другой ответ, с помощью которого Chk2 или Chk1 фосфорилируют p53, супрессор опухоли, и это стабилизирует p53, предотвращая его связывание с Mdm2, убиквитинлигазой, которая ингибирует p53, направляя его для деградации. Затем стабильный p53 действует как активатор транскрипции нескольких генов-мишеней, включая p21, ингибитор комплекса, стимулирующего G1-to-S, циклин E-CDK2. Кроме того, другим механизмом активации p21 является накопление p16 в ответ на повреждение ДНК. p16 разрушает комплексы циклин D-CDK4, вызывая тем самым высвобождение p21 из комплексов, что приводит к дефосфорилированию и активации Rb, что позволяет Rb связывать и ингибировать E2F 1-3, тем самым удерживая клетку от перехода в S-фазу. В последнее время некоторые аспекты этой модели оспаривались.

## Контрольная точка G2

Концентрация митотического циклина демонстрирует гистерезис и бистабильность по отношению к активации Cdk1.

После репликации ДНК в S-фазе клетка проходит фазу роста, известную как G2. За это время продуцируются необходимые митотические белки, и клетка снова подвергается регуляторным механизмам, чтобы обеспечить надлежащий статус для вступления в пролиферативную митотическую (М) фазу. В этот переход от G2 к M вовлечены множественные механистические контрольные точки с общим объединяющим фактором активности циклин-Cdk.
Хотя вариации в необходимых комплексах циклин-Cdk существуют у разных организмов, необходимость киназной активности сохраняется и обычно фокусируется на одном спаривании. У делящихся дрожжей существуют три различных формы митотического циклина, а у почкующихся дрожжей — шесть, однако основным используемым циклином является циклин B. Циклин B будет служить эталоном для обсуждения перехода контрольной точки G2/M.
Подобно фазе S, G2 испытывает контрольную точку повреждения ДНК. Клетка ещё раз исследуется на наличие участков повреждения ДНК или неполной репликации, и киназы ATR и ATM рекрутируются на участки повреждения. Активация Chk1 и Chk2 также происходит, как и активация p53, чтобы вызвать остановку клеточного цикла и остановку перехода в митоз. Дополнительный компонент S-фазы, пререпликативный комплекс, должен быть инактивирован посредством фосфорилирования циклина B-Cdk1.
По мере оценки этих предыдущих контрольных точек накопление белка G2 служит для активации активности циклин B-Cdk1 посредством множества механизмов. циклин А-Cdk2 активирует Cdc25, активатор циклин B-Cdk1, который затем деактивирует ингибитор циклин B-Cdk1, Wee1. Это приводит к петле положительной обратной связи, значительно увеличивающей экспрессию циклина B и активацию Cdk1. Когда клетка проходит через G2 и достигает перехода G2/M, киназа Plk1 фосфорилирует Wee1, который нацелен на Wee1 для деградации посредством комплекса убиквитинлигазы SCF. Дополнительная функция Plk1 заключается в активации Cdc25 посредством фосфорилирования. Комбинированный эффект деградации Wee1 и активации Cdc25 заключается в чистом удалении ингибирующего фосфорилирования cdc2, которое активирует cdc2. Plk1 активируется при переходе G2/M с помощью Aurora A и Bora, которые накапливаются во время G2 и образуют активационный комплекс. Затем комплекс Plk1-Cdc2-cdc25 инициирует петлю положительной обратной связи, которая служит для дальнейшей активации Cdc2, и в сочетании с увеличением уровней циклина B во время G2 образующиеся комплексы cdc2-циклин B затем активируют нижестоящие мишени, которые способствуют вступлению в митоз. Результирующая активность Cdk1 также активирует экспрессию Mem1-Fkh, переходного гена G2/M. Быстрый всплеск активности циклин B-Cdk1 необходим, поскольку инициация M-фазы представляет собой событие типа «все или ничего», связанное с гистерезисом. Гистерезис активности Cdk1 через циклин B приводит к вступлению в М-фазу, устанавливая минимальный порог концентрации циклина B. Он существует на уровне выше минимума, необходимого для продолжения фазы M после входа, действуя для защиты события «все или ничего». Эта входная концентрация ещё больше увеличивается в случае неполной репликации ДНК, добавляя ещё один регуляторный механизм в точке перехода G2/M. Наличие гистерезиса позволяет сильно регулировать вступление в фазу M в зависимости от активности циклин B-Cdk1.
Механизмы, с помощью которых предотвращается митотический вход в ответ на повреждение ДНК, сходны с таковыми в контрольной точке G1/S. Повреждение ДНК запускает активацию вышеупомянутого пути ATM/ATR, в котором ATM/ATR фосфорилирует и активирует киназы контрольных точек Chk1/Chk2. Chk1/2 фосфорилирует cdc25, который не только ингибируется, но и секвестрируется в цитоплазме белками 14-3-3. 14-3-3 активируются p53, который, как упоминалось ранее, активируется Chk1 и ATM/ATR. p53 также трансактивирует p21, и как p21, так и 14-3-3, в свою очередь, ингибируют комплексы циклин B-cdc2 посредством фосфорилирования и цитоплазматической секвестрации cdc2. Кроме того, инактивация cdc25 приводит к его неспособности дефосфорилировать и активировать cdc2. Наконец, ещё один механизм ответа на повреждение заключается в негативной регуляции Plk1 с помощью ATM/ATR, что, в свою очередь, приводит к стабилизации Wee1 и Myt1, которые затем могут фосфорилировать и ингибировать cdc2, тем самым удерживая клетку в G2 до тех пор, пока повреждение не будет устранено. исправлено.

### Переход G2-M в ооцитахXenopus
В конце G2 клетка переходит в митоз, при котором ядро делится. Переход от G2 к M драматичен; возникает эффект «все или ничего», и переход необратим. Это выгодно для клетки, потому что вступление в митоз является критическим этапом в жизненном цикле клетки. Если он не полностью зафиксируется, клетка столкнется со многими проблемами с частичным делением, что в конечном итоге, вероятно, приведет к гибели клетки.
В ооцитах лягушки сигнальный каскад индуцируется, когда прогестерон связывается с рецептором, связанным с мембраной. Ниже по течению активируется Mos. Затем Mos фосфорилирует MEK1, который фосфорилирует MAPK. MAPK выполняет две роли: активирует комплекс циклин B-Cdk1 для инициации входа в митоз и активирует Mos. Активация Mos приводит к петле положительной обратной связи и, следовательно, действует как «тумблер», создавая вход в митоз по принципу «все или ничего».

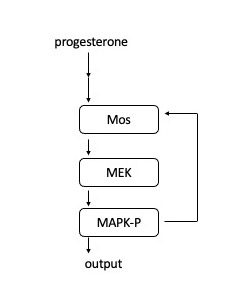
Схема сигнального каскада MAPK.

Эта петля обратной связи была впервые обнаружена, когда было показано, что концентрации MAPK-P (фосфорилированной MAPK) увеличивались в ответ на повышение уровня прогестерона. На уровне отдельных клеток каждая клетка либо имела полностью фосфорилированную MAPK, либо не фосфорилировала MAPK, подтверждая, что она действует как переключатель-подобный механизм в каждой клетке. Кроме того, было показано, что блокирование синтеза белка Mos делает ответы MAPK-P более градуированными, показывая, что синтез белка Mos необходим для характера активации MAPK по принципу «все или ничего».

### Бистабильность
Этот процесс можно понять, используя бистабильность. Используя график, показанный справа, скорость синтеза Mos изменяется по мере добавления большего количества прогестерона. У каждой кривой есть устойчивые неподвижные точки и неустойчивые неподвижные точки. В неустойчивых фиксированных точках система будет продвигаться к любой из устойчивых фиксированных точек. Таким образом, система может находиться либо в состоянии «включено», либо в состоянии «выключено», но не в промежуточном состоянии. Когда уровень прогестерона достаточно высок, кривая Mos смещается выше и в конечном итоге пересекает линию деградации только в одной точке, поэтому существует только одно стабильное состояние «включено», указывающее на вступление в митоз.
Необратимость, которую мы наблюдаем в точке перехода к митозу, возникает из-за достаточно высокого уровня прогестерона в клетке. При достаточно высоких уровнях прогестерона система моностабильна в результате положительной обратной связи между Mapk и Mos. Точка, в которой система переключается с бистабильной на моностабильную, называется бифуркацией седлового узла.
Итак, мы можем понять необратимый ответ митотического перехода по принципу «все или ничего» с помощью математической модели молекулярных регуляторов как бистабильной системы, которая зависит от существования положительной обратной связи. «Выключенное состояние» уничтожается достаточно высоким уровнем прогестерона, и как только клетка выходит за пределы выключенного состояния, она застревает во включенном состоянии.

### Гистерезис и модель Новака-Тайсона.
Исходя из этой бистабильной модели, мы можем понять, что митотический переход зависит от гистерезиса. Гистерезис определяется как зависимость состояния системы от её истории. Модель Новака-Тайсона представляет собой математическую модель развития клеточного цикла, которая предсказывает, что необратимые переходы, входящие в митоз и выходящие из него, управляются гистерезисом. Модель имеет три основных предсказания, которые должны быть верны для циклических экстрактов ооцитов, прогрессирование клеточного цикла которых зависит от гистерезиса:
1. Концентрация циклина В, необходимая для вступления в митоз, выше, чем концентрация, необходимая для удержания митотического экстракта в митозе.
2. Нереплицированная ДНК повышает уровень циклина, необходимого для активации Cdc2 и, следовательно, вступления в митоз.
3. Существует снижение скорости активации Cdc2 при концентрациях циклина B чуть выше порога активации.

Ша и др. провели эксперименты с экстрактами яиц Xenopus laevis в 2003 году, чтобы продемонстрировать эту гистерезисную природу. Используя циклические экстракты, они обнаружили, что порог активации Δ циклина B составляет от 32 до 42 нМ, тогда как порог инактивации составляет от 16 до 24 нМ Δ циклина B. Таким образом, эти эксперименты подтвердили бистабильность этой системы и важность гистерезиса в этой клетке. переход цикла. При промежуточных концентрациях циклина В возможно либо интерфазное, либо митотическое состояние клетки.

### Реакция репликационного стресса
Поскольку вступление в митоз — это большое и дорогостоящее обязательство для клетки, логично, что должны существовать системы, предотвращающие преждевременное вступление в этот этап. Было показано, что ошибки на предыдущих этапах, такие как наличие нереплицированных участков ДНК, блокируют продвижение в клеточном цикле. Модель Новака-Тайсона предсказывает, что это происходит за счет повышения уровня циклина B, необходимого для вступления в митоз.
Ша и др. исследовали, верно ли это для экстрактов яиц Xenopus . Они использовали афидиколин (APH) для ингибирования ДНК-полимеразы и предотвращения репликации ДНК. При обработке циклином B в интерфазе порог активации увеличивался до 80-100 нМ, как и предсказывает модель Новака-Тайсона. Таким образом, эти эксперименты подтверждают, что стресс нереплицированной ДНК в клетке влияет на петлю гистерезиса и приводит к гораздо более высокому порогу циклина B для вступления в митоз.

## Контрольная точка метафазы
Контрольная точка митотического веретена возникает в точке метафазы, когда все хромосомы должны/должны быть выровнены на митотической пластинке и находиться под биполярным напряжением. Напряжение, создаваемое этой биполярной привязанностью, и есть то, что ощущается, что инициирует вход в анафазу. Для этого сенсорный механизм гарантирует, что стимулирующий анафазу комплекс (APC/C) больше не ингибируется, и теперь он свободен для деградации циклина B, содержащего D-бокс (блок разрушения), и для расщепления секурина. Последний представляет собой белок, функция которого заключается в ингибировании сепаразы, которая, в свою очередь, разрезает когезины, белковый композит, ответственный за сцепление сестринских хроматид. Как только этот ингибиторный белок разрушается посредством убиквитинирования и последующего протеолиза, сепараза вызывает разделение сестринских хроматид. После того, как клетка разделилась на две дочерние клетки, она входит в G1 .

## Рак
Процессы репарации ДНК и контрольные точки клеточного цикла тесно связаны с раком благодаря их функциям, регулирующим стабильность генома и клеточную прогрессию соответственно. Точные молекулярные механизмы, которые связывают дисфункции этих путей с возникновением конкретных видов рака, в большинстве случаев не совсем понятны. Было показано, что потеря ATM предшествует развитию лимфомы, предположительно из-за чрезмерной гомологичной рекомбинации, что приводит к высокой нестабильности генома. Нарушение Chk1 у мышей приводило к значительному нарушению регуляции контрольных точек клеточного цикла, накоплению повреждений ДНК и повышению частоты онкогенеза. Возможно, наиболее известно, что одиночное мутантное наследование BRCA1 или BRCA2 предрасполагает женщин к раку молочной железы и яичников. Известно, что BRCA1 необходим для переходов S и G2/M и участвует в клеточном ответе на повреждение ДНК. Считается, что BRCA2 участвует в гомологичной рекомбинации и регуляции контрольной точки S-фазы, а дефицитные мутации в BRCA2 тесно связаны с онкогенезом.